# 텔레콤 오스트리아
텔레콤 오스트리아(Telekom Austria AG)는 오스트리아 빈의 본사를 둔 통신회사다. 멕시코의 통신회사인 아메리카 모빌의 대주주이며 58.0%의 지분을 보유하고 있다.
주요사업은 통신을 영위하고 있다.

## 개요
멕시코의 아메리카 모빌과 ÖBAG의 지분을 보유하고 있다.

## 역사
- 1998년 - 텔레콤 오스트리아 설립.
- 2000년 - 민영화.
- 2011년 - A1 브랜드 도입.

## 같이 보기
- 아메리카 모빌